# 马哈茂德·阿马耶夫
马哈茂德·穆季耶维奇·阿马耶夫（俄語：Махму́д Мути́евич Ама́ев，1916年 – 1943年2月22日）是一位苏联红军狙击手，他是车臣人，戰爭前他在地方共青团组织担任书记，后来成了小学教师，于1940年加入红军。在二战期间击杀约194至253名德军。伊利亞·格里戈里耶維奇·愛倫堡曾寫信慰問阿马耶夫。他也因殺死不少德軍士兵而獲頒紅旗勳章。 